# Errenteria
Errenteria – gmina w Hiszpanii, w prowincji Guipúzcoa, w Kraju Basków, o powierzchni 32,26 km². W 2011 roku gmina liczyła 39 324 mieszkańców.

## Współpraca
- Lousada, Portugalia
- Tulle, Francja
- Monroy, Hiszpania
- Fuentepelayo, Hiszpania
- Schorndorf, Niemcy